# Variations on a Theme (álbum de Om)
Variations on a Theme es un álbum de 2005 de la banda Om. Fue el primer registro en presentar al antiguo bajista/vocalista de Sleep, Al Cisneros, en varios años. La versión de vinilo del álbum fue lanzada el 18 de abril de 2005. Fue hecha en vinilo negro, claro y morado claro.

## Lista de canciones
1. On the Mountain at Dawn  – 21:16
2. Kapila's Theme  – 11:56
3. Annapurna  – 11:52

## Personal
- Al Cisneros - voz, bajo
- Chris Hakius - batería, percusión
- Producido por Om y Billy Anderson